# Baudreville (Manche)
Baudreville ist eine Ortschaft und eine ehemalige französische Gemeinde mit 76 Einwohnern (Stand 1. Januar 2022) im Département Manche in der Region Normandie. Sie gehörte zum Arrondissement Coutances und zum Kanton Créances.
Mit Wirkung vom 1. Januar 2016 wurden die früheren Gemeinden Baudreville, Bolleville, Glatigny, La Haye-du-Puits, Mobecq, Montgardon, Saint-Rémy-des-Landes, Saint-Symphorien-le-Valois und Surville zur Commune nouvelle La Haye zusammengelegt und haben dort den Status einer Commune déléguée. Der Verwaltungssitz befindet sich im Ort La Haye-du-Puits.

## Geografie
Baudreville liegt auf der Halbinsel Cotentin, im regionalen Naturpark Marais du Cotentin et du Bessin.
Baudreville ist ein Dorf mit ländlichem Charakter. Das Meer ist vier Kilometer entfernt, und die nächsten Geschäfte befinden sich in Denneville, Portbail und La Haye-du-Puits. Das Dorf weist eine Bocage-Landschaft auf.

## Toponymie
Baudreville leitet sich aus der französischen Endung -ville und dem germanischen Patronym Baldarius (vielleicht aus dem angelsächsischen Patronym Baldhere) ab.

## Geschichte
1972 kam es zu einer Fusion zwischen Baudreville, Saint-Sauveur-de-Pierrepont und Saint-Nicolas-de-Pierrepont. Die sich daraus ergebende Gemeinde hieß Pierrepont-en-Cotentin. 1979 erhielt Baudreville seine Selbstständigkeit zurück, die noch bis 2016 anhielt.
2006 wurde nach einer Untersuchung dem Bau eines Windparks zugestimmt, nachdem die Meinung der Bevölkerung eingeholt wurde.

## Bevölkerungsentwicklung
| Jahr      | 1962 | 1968 | 1982 | 1990 | 1999 | 2008 | 2018 |
| Einwohner | 154  | 129  | 92   | 78   | 84   | 84   | 75   |

## Wirtschaft
Die Haupteinnahmequellen sind die Viehzucht und die Erschließung der Windenergie.

## Sehenswürdigkeiten
- Kirche Sainte-Marguerite, deren Kirchturm 2005 instand gesetzt wurde.
- Überreste einer Burg.

## Persönlichkeiten
- Clotilde Ozouf, die in Baudreville geboren wurde, wurde 1900 als Königin des Pariser Karnevals gewählt.